# Carcelia cinerea
Carcelia cinerea là một loài ruồi trong họ Tachinidae.